# Суицидальная идеация
Суицидальная идеация (суицидальные мысли, суицидальные идеи) — мысли с осознанным намерением или планированием возможных вариантов совершения самоубийства. Не является диагнозом, но представляет собой симптом многих психических расстройств; часто также встречается у психически здоровых людей в ответ на неблагоприятные жизненные обстоятельства.
Суицидальные мысли широко варьируются: они могут появляться эпизодически и быстро проходить, могут быть навязчивыми, могут переходить в детальное планирование самоубийства, его репетицию (например, стояние на стуле с петлёй на шее), а также в неудачные попытки самоубийства, которые, в свою очередь, могут быть как намеренно незавершёнными и нацеленными на привлечение внимания, так и нацеленными на смерть, но по случайности не приведшими к ней (например, если верёвка для повешения рвётся).
Большинство задумывающихся о самоубийстве людей не доходят до того, чтобы совершить попытку самоубийства, однако суицидальные мысли — это серьёзный фактор риска. В 2008—2009 годы в США о своих суицидальных мыслях в течение предыдущего года сообщали приблизительно 8,3 миллиона человек в возрасте от 18 лет и старше, то есть 3,7 % от всего взрослого населения страны.
Суицидальные мысли, как правило, связаны с депрессией и иными аффективными расстройствами; однако создаётся впечатление, что они связаны также и со многими другими психическими расстройствами, неблагоприятными событиями в жизни человека, в его или её семье — все эти факторы повышают риск возникновения суицидальных мыслей. К примеру, многие страдающие пограничным расстройством личности демонстрируют повторяющееся суицидальное поведение и повторяющиеся же суицидальные мысли. Одно из имеющихся исследований демонстрирует, что 73 % пациентов с пограничным расстройством личности пытались совершить самоубийство, в среднем на такого человека приходится 3,4 попытки самоубийства. В настоящее время для столкнувшихся с суицидальными мыслями существует широкий спектр видов помощи.

## Сопутствующие состояния
Суицидальные мысли — это симптом многих психических расстройств и у него есть прямое определение — мысли о причинении себе вреда с осознанным намерением или планированием возможных вариантов совершения самоубийства. Однако кроме собственно мыслей существуют также другие признаки и симптомы озабоченности человека этой темой. Некоторые из этих симптомов — сопутствующие состояния, такие как ненамеренная потеря веса, чувство безнадёжности, необычно сильная усталость, низкая самооценка, излишняя разговорчивость, стремление к ранее не значимым для человека целям, чувство того, что разум пошёл вразнос. Появление таких или подобных симптомов в сочетании с невозможностью избавиться от них или справиться с ними и их последствиями, а также возможная психологическая негибкость — один из признаков, которые могут свидетельствовать о появлении суицидальных мыслей. Суицидальные мысли могут приводить к психологическому стрессу, повторяющимся моделям поведения; однако возможно и обратное — психологический стресс может приводить к появлению суицидальных мыслей.

## Шкалы вероятности самоубийства
- Шкала суицидальных мыслей Бека.
- Шкала аффективного суицидального поведения (SABCS).
- Колумбийская шкала тяжести суицидальных мыслей (Columbia Suicide Severity Rating Scale, C-SSRS).

## Факторы риска самоубийства
Существует множество признаков, на которые следует обращать внимание при попытке установить, посещают ли человека суицидальные мысли. Также существуют ситуации, которые могут увеличить риск появления таких мыслей. Эти факторы риска можно разделить на 3 категории: психические расстройства, события в жизни человека и история его отношений внутри семьи.

### Психические расстройства
Ряд психических расстройств сочетается с наличием суицидальных мыслей или существенно повышает риск их возникновения. Нижеприведённый список включает те расстройства, которые продемонстрировали свою чёткую связь с возникновением суицидальных мыслей. Однако следует помнить, что этот список не является исчерпывающим. К психическим расстройствам, повышающим риск возникновения суицидальных мыслей, относятся:
- генерализованное тревожное расстройство;
- расстройство аутистического спектра (включая синдром Аспергера);
- большое депрессивное расстройство[5]:162;
- дистимия;
- специфическое расстройство учебных навыков[5]:70;
- биполярное аффективное расстройство (депрессивный или смешанный эпизод)[4][5]:125;
- синдром дефицита внимания и гиперактивности, аббр. СДВГ;
- посттравматическое стрессовое расстройство (ПТСР)[5]:278;
- расстройства личности (в частности, пограничное[4] и шизоидное расстройство личности[6]);
- психоз (грубое искажение восприятия и отражения реального мира);
- паранойя;
- шизофрения[5]:104;
- злоупотребление психоактивными веществами (например, при резком прекращении приёма кокаина[4]), токсикомания;
- социофобия[4];
- паническое расстройство[5]:212;
- кошмары[5]:405;
- гендерная дисфория[5]:454;
- расстройство поведения (кондуктивное расстройство)[5]:473;
- дисморфофобия[5]:245.

### Побочные эффекты лекарств
Некоторые из отпускаемых по рецепту психотропных препаратов, как, например, антидепрессанты группы селективных ингибиторов обратного захвата серотонина (СИОЗС), могут приводить к возникновению суицидальных мыслей в качестве побочного эффекта. Более того, непобочные эффекты сами по себе могут приводить к повышенному риску суицидального поведения, как в случае одного конкретного пациента, так и при рассмотрении группы больных. Среди принимающих указанные лекарства пациентов определённая доля начинает чувствовать себя настолько плохо, что они начинают задумываться о самоубийстве (или о тех последствиях самоубийства, которые существуют в их представлении), однако не совершают попыток из-за того, что их тормозят симптомы депрессии, такие как отсутствие физических и моральных сил и мотивации. Среди этих людей можно выделить группу тех, кто считает, что принимаемые ими лекарства смягчают симптомы их депрессии (такие как отсутствие мотивации), а меньшие дозы указанных лекарств смягчают саму депрессию. Среди этих людей может быть, в свою очередь, выделена группа, у которых желание совершить самоубийство сохраняется даже тогда, когда препятствия к его совершению уже устранены; для таких людей высок риск как попыток самоубийства, так и успешного самоубийства.

### События в жизни человека
Ряд событий в жизни человека может с большой вероятностью вызывать суицидальные мысли. Более того, определённые жизненные ситуации могут сочетаться и с уже упомянутыми выше психическими нарушениями; это также повышает риск возникновения суицидальных мыслей. События, с которыми сталкиваются в жизни взрослые и дети, могут быть различными, поэтому для детей и взрослых списки таких событий могут различаться. Среди таких событий могут быть выделены:
- Злоупотребление алкоголем.
  - Исследования показывают, что люди, злоупотребляющие алкоголем (но не те, кто пьёт в компании) проявляют тенденцию к возникновению суицидальных мыслей.
  - Определённые исследования демонстрируют связь между уровнем потребления алкоголя и вероятностью появления суицидальных мыслей.
  - Ряд исследований также показывает не только связь между употреблением алкоголя и мыслями о самоубийстве, но также и существующую здесь положительную обратную связь: мысли о самоубийстве также способствуют употреблению алкоголя в одиночестве.
- Безработица.
- Хронические заболевания или хронические боли.
- Потеря семьи и/или друзей.
- Есть также исследования, показывающие связь употребления табака с депрессией и суицидальными мыслями.
- Незапланированная беременность.
- Травля, в том числе в интернете.
- Имевшие место раньше попытки самоубийства.
  - Если человек предпринимал попытку самоубийства, то он с намного большей вероятностью задумается о самоубийстве и попытается совершить его снова.
- Служба в вооружённых силах.
  - Военнослужащие, демонстрирующие симптомы ПТСР, большого депрессивного расстройства, злоупотребления алкоголем, тревожных расстройств, с большей вероятностью задумываются о самоубийстве.
- Насилие со стороны окружающих.
- Нежелательные изменения массы тела.
  - У женщин: возрастание индекса массы тела увеличивает риск суицидальных мыслей.
  - У мужчин: к тому же самому результату приводит резкое снижение индекса массы тела.
  - В общем случае среди страдающих ожирением риск возникновения суицидальных мыслей выше по сравнению с людьми со средней массой тела.
- Проявление внимания к словам и образам, связанным с темой самоубийства.
- Постановка психиатрического диагноза[7].
- Социальная стигматизация лиц с тяжёлыми психическими расстройствами[8].

### История семьи и отношений в семье
- Депрессия в анамнезе родителей.
  - Валенштайн и другие изучили 340 взрослых людей, чьи родители в прошлом страдали от депрессии. Исследователи обнаружили, что 7 % от изучаемой группы сообщали о своих суицидальных мыслях в течение прошедшего месяца.
- Насилие.
  - В детстве и/или в подростковом возрасте: физическое, эмоциональное и сексуальное насилие.
- Домашнее насилие.
- Проблемы с жильём, имевшие место в детстве.
  - Ряд исследований показывает положительную связь между суицидальными мыслями и проблемами в отношениях внутри семьи.

### Отношения с родителями и друзьями
Если верить исследованию, проведённому Рут Кс. Лиу из Университета штата Калифорния в Сан-Диего, существует сильная положительная связь между отношениями человека с родителями в детстве и подростковом возрасте и вероятностью того, что у этого человека возникнут суицидальные мысли. В исследовании рассматривались эмоциональные связи между матерями и дочерьми, отцами и сыновьями, матерями и сыновьями, отцами и дочерьми. Обнаружилось, что чем лучше отношения между отцом и сыном в подростковом возрасте, тем меньше вероятность, что у сына впоследствии будут возникать мысли о самоубийстве. Степень близости с отцом в позднем подростковом возрасте демонстрирует «сильную связь с возникновением суицидальных мыслей». Лиу объясняет также обнаруженную ею взаимосвязь между возникновением суицидальных мыслей и отношениями с родителем противоположного пола. В ходе проведённого ею исследования было обнаружено, что у мальчиков вероятность возникновения суицидальных мыслей уменьшается в том случае, если мальчик в подростковом возрасте близок с матерью; в то же время для девочек вероятность таких мыслей в будущем снижается благодаря эмоциональной близости с отцом в подростковом возрасте.
В своей статье, опубликованной в 2010, Заппула и Пэйс показывают, что обнаружили связь между обострением суицидальных мыслей у мальчиков-подростков и их изоляцией от родителей в том случае, когда в детстве у ребёнка уже наблюдается депрессия. Распространённость ситуации, когда суицидальные мысли возникают у человека в течение жизни, для не подвергавшихся психиатрическому лечению подростков варьирует от 60 %, во многих случаях интенсивность этих суицидальных мыслей повышает риск совершения самоубийства.

## Предотвращение
Раннее выявление и лечение — наилучший способ предотвратить развитие суицидальных мыслей, равно как и попыток самоубийства. Если признаки, симптомы или факторы риска выявляются достаточно рано, то повышаются шансы на обращение человека за помощью и лечением. В исследовании, которому были подвергнуты совершившие самоубийство, показано, что 91 % из них страдали от одного или нескольких психических заболеваний. Однако только 35 % из этих людей подвергались лечению в прошлом или непосредственно перед самоубийством. Это соотношение подчёркивает важность раннего выявления психических заболеваний; если психическое заболевание выявлено, то его можно лечить и контролировать, что поможет предотвратить попытку самоубийства. Другое исследование рассматривает интенсивные суицидальные мысли у подростков. В ходе этого исследования было обнаружено, что симптомы депрессии у подростков предшествуют суицидальным мыслям. Большинство людей, в течение длительного времени задумывающихся о самоубийстве, не обращаются за профессиональной помощью.
Вышеупомянутые исследования показывают, насколько трудно психологам и другим специалистам мотивировать человека на то, чтобы попросить помощи и продолжать лечение. Возможны следующие пути решения этой проблемы:
— повысить доступность профессиональной психологической помощи на ранней стадии заболевания;
— повысить информированность общества в вопросах психологической помощи.
Те, кто сталкивается с тяжёлыми жизненными обстоятельствами, также демонстрируют значительную склонность к возникновению суицидальных мыслей — не меньшую, чем у страдающих психическими заболеваниями.
Проведённое в Австралии исследование, призванное определить методы для раннего обнаружения суицидальных мыслей у подростков, показывает, что «связанные со склонностью к самоубийству риски требуют того, чтобы внимание было сфокусировано на снижении склонности к причинению себе вреда, это необходимо для того, чтобы гарантировать безопасность — что необходимо сделать в первую очередь, и только уже во вторую — выяснять этиологию имеющегося поведения». Шкала психологического стресса, также известная как К10, ежемесячно распространялась среди случайной выборки людей. Если верить полученным результатам, 9,9 % из всей выборки сообщили о своём психологическом стрессе (вне зависимости от вызвавших его причин), при этом 5,1 % из той же выборки сообщили о посещавших их суицидальных мыслях. Те же из опрошенных, кто охарактеризовал свой уровень стресса как «очень высокий», оказались в 77 раз более склонны к возникновению суицидальных мыслей, чем охарактеризовавшие свой уровень стресса как «низкий».
Годичное исследование, проведённое в Финляндии, продемонстрировало, что только 41 % от общего числа совершивших самоубийство людей до этого обращалось за профессиональной психологической помощью, большинство из них обращалось к психиатру. Из этих обратившихся только 22 % обсуждали свои суицидальные мысли во время своего последнего визита к психиатру или психологу. В большинстве случаев этот последний визит имел место за неделю или меньше до самоубийства, и большинство совершивших самоубийство страдали депрессией.
Существует множество организаций, оказывающих людям помощь в борьбе с суицидальными мыслями. Хемелрийк (Hemelrijk) и другие в своей работе от 2012 года показывают, что помощь страдающим от суицидальных мыслей, оказываемая через интернет, более эффективна, чем более прямые виды общения, например, телефонный разговор.

## Лечение
В случае суицидальных мыслей лечение может быть достаточно сложной задачей потому, что ряд препаратов, используемых для лечения психических расстройств, усиливает мысли о самоубийстве или вызывает их появление. Таким образом, от этих препаратов приходится отказываться, прибегая к другим — альтернативным — способам лечения. Основные его способы включают в себя психотерапию, госпитализацию, амбулаторное лечение, использование других психотропных препаратов (не имеющих указанного выше побочного эффекта).

### Психотерапия
В ходе психотерапии человек рассказывает о своих проблемах, вызывающих появление суицидальных мыслей, а также учится управлять своими эмоциями более эффективно.

### Госпитализация
Госпитализация позволяет пациенту находиться в безопасности и под наблюдением специалистов, что не позволяет суицидальным мыслям перерасти в попытку самоубийства. В большинстве случаев человеку даётся возможность выбрать для себя ту форму лечения, которая больше соответствует его или её потребностям. Однако в ряде случаев человек может быть госпитализирован и недобровольно. Среди таких случаев можно выделить:
- Ситуации, когда поведение человека представляет угрозу для него/её и/или для окружающих. Также госпитализация может быть лучшим вариантом тогда, когда человек не может позаботиться о себе.
- Ситуации, когда человек имеет доступ к тому, что может использовать для причинения себе смерти (например, к огнестрельному оружию или яду/лекарствам).[источник не указан 1075 дней]
- Ситуации, когда вне больницы человека некому поддержать, когда некому наблюдать за этим человеком.[источник не указан 1075 дней]
- Ситуации, когда у человека есть разработанный план самоубийства.[источник не указан 1075 дней]
- Наличие сопутствующих психических расстройств, таких как психоз, аффективное расстройство (депрессия, смешанное состояние)[9] и т. п.

### Амбулаторное лечение
Амбулаторное лечение позволяет человеку продолжать жить у себя дома и одновременно получать лечение тогда, когда оно нужно, по расписанию. Жизнь дома позволяет повысить качество жизни человека, так как у него/неё сохраняется доступ к книгам, компьютеру, сохраняется свобода передвижения. Перед тем, как предоставить пациенту такую свободу, предполагаемую амбулаторным лечением, врач должен сначала оценить ряд факторов. Среди этих факторов можно выделить: тот уровень поддержки со стороны окружающих, которым располагает этот человек у себя дома; степень его/её импульсивности; способность человека оценивать свои поступки. Переходя к амбулаторному лечению, человек, как правило, должен согласиться на «соглашение о непричинении вреда». Это соглашение заключается между врачом и семьёй пациента с одной стороны и самим пациентом с другой. Пациент должен согласиться на то, чтобы не причинять вреда себе, продолжать посещать психолога, а также всегда контактировать с психологом при возникновении психологических проблем. Существуют определённые разногласия, являются ли такие соглашения о непричинении вреда эффективными. Амбулаторные пациенты регулярно подвергаются психологическим проверкам, проверяется то, действительно ли пациент не причиняет себе вреда, а также избегает ли он/она опасных форм поведения, таких как употребление алкоголя, вождение машины без ремня безопасности и т. п.

### Использование лекарств
Применение лекарств для борьбы с суицидальными мыслями может быть связано с определёнными трудностями. Одна из причин этих трудностей заключается в том, что лекарства повышают уровень энергии у человека до того, как улучшить его/её эмоциональное состояние. Это повышает риск того, что суицидальные мысли, не успев исчезнуть, могут перейти в попытку самоубийства. Кроме того, если человек одновременно страдает каким-либо психическим расстройством, бывает трудно подобрать такое лекарство, которое помогало бы одновременно и от суицидальных мыслей, и от сопутствующего им заболевания.
В лечении суицидальных мыслей могут быть эффективны антидепрессанты. Часто используются селективные ингибиторы обратного захвата серотонина (СИОЗС), они используются вместо трициклических антидепрессантов (ТЦА), так как последние, как правило, в случае передозировки причиняют больший вред.
Антидепрессанты продемонстрировали свою высокую эффективность в лечении суицидальных мыслей. В одном из исследований было проведено сравнение между уровнем удавшихся самоубийств среди употреблявших СИОЗС в разных странах. В тех странах, где использование СИОЗС было более активным, уровень смертности по причине самоубийства оказался существенно более низким. Кроме того, было проведено экспериментальное исследование, которому в течение года подвергались пациенты с депрессией. В течение первого полугода исследования пациенты проверялись на наличие суицидального поведения, в том числе суицидальных мыслей. В течение второго полугодия пациентам выписывались антидепрессанты. В течение этого полугодия, когда проводилось лечение, экспериментаторы обнаружили, что частота возникновения суицидальных мыслей снизилась с 47 % до 14 %. Таким образом, в настоящее время можно утверждать, что антидепрессанты могут быть полезны в лечении суицидальных мыслей.
Несмотря на то, что большинство исследований указывает на полезность антидепрессантов в лечении суицидальных мыслей, в некоторых случаях антидепрессанты оказываются не средством от суицидальных мыслей, а причиной их возникновения. Ряд врачей указывает на то, что при начале использования антидепрессантов иногда могут резко появляться именно суицидальные мысли. Именно поэтому Управление по санитарному надзору за качеством пищевых продуктов и медикаментов США указывает на этот факт в одном из своих документов. Медицинские исследования также показали, что антидепрессанты особенно хорошо помогают от суицидальных мыслей в тех случаях, когда они применяются в сочетании с психотерапией.
В июне 2019 года Майкл Хенгартнер (Цюрих, Швейцария) и Мартин Плодерль (Зальцбург, Австрия) опубликовали в журнале «Психотерапия и психосоматика» анализ, основанный на отчётах по побочным эффектам и осложнениям из архива Управления по санитарному контролю за качеством пищевых продуктов и медикаментов (FDA). Выборка включала препараты, зарегистрированные между 1991 и 2013 годами и проходившие рандомизированные контролируемые испытания II и III фаз у взрослых при депрессии: пароксетин, сертралин, венлафаксин, нефазодон, миртазапин, циталопрам, эсциталопрам, дулоксетин, дезвенлафаксин, тразодон, вилазодон, левомилнаципрам и вортиоксетин (31 781 пациент) в сравнении с плацебо (10 080 пациентов). Эти учёные обнаружили, что риск попыток самоубийства был в 2 с половиной раза больше в группе, принимавшей антидепрессанты, по сравнению с плацебо: 206 попыток самоубийства и 37 самоубийств в группе антидепрессантов против 28 попыток самоубийства и 4 самоубийств в группе плацебо. Расчёт показывает: на 100 тысяч пациентов приём антидепрессантов приведёт к дополнительным 495 случаям самоубийства или суицидальных попыток.
При всех аффективных расстройствах лечение препаратами лития достоверно снижает частоту самоубийств, это было подтверждено метаанализом 48 рандомизированных исследований. Снижение частоты самоубийств происходит не только за счёт лечения заболевания, но также и потому, что литий снижает агрессивность и, возможно, импульсивность.
Предварительные данные демонстрируют, что у страдающих шизофренией риск самоубийства снижается при использовании клозапина. При использовании ряда нейролептиков суицидоопасность повышается, прежде всего при применении классических (типичных) нейролептиков, так как они способны вызывать депрессию и акатизию. По причине наличия данных побочных эффектов некоторые нейролептики при депрессии противопоказаны.

## Подстрекательство и доведение до суицида
В уголовных кодексах многих стран, включая Россию, (ст.110 УК РФ) подстрекательство и доведение до суицида является уголовным преступлением и карается чаще всего лишением свободы. Доведения до суицида могут носить как неумышленный, так и умышленный характер, причём как единичными, так и множественными эпизодами. В 2016 году в России, а затем и в ряде других стран, активизировалась деятельность так называемых «групп смерти», которые с разными целями доводили до суицида молодёжь (в основном несовершеннолетних девушек, реже юношей), так как юноши были куда более устойчивы к угрозам со стороны кураторов этих игр. После суицидального скандала и введения «пакета Яровой» на сайте «ВКонтакте» и в других соцсетях началась массовая ликвидация подобных групп. Также были ликвидированы группы и форумы, посвящённые способам суицида.